# つきねこ
『つきねこ』は、ダイスネットワークス (DiceNetworks-Entertainment, DNE) によるキャラクターソング・ドラマCD企画、および出演声優のユニットである。2009年10月10日から10月12日まで開催されたマチ★アソビVol.1にて、「つきねこプロジェクト第一弾」として『つきねこ』が先行発売され、2009年12月1日に一般発売された。毎月1回程度、出演声優によるライブや公録等のイベントを開催しているが、2014年10月に開催されたマチ★アソビVol.13で解散ライブを行ない解散した。

## 作品概要
「ささやかで、貧乏で、まだまだ無名で、ちっちゃなちっちゃな劇団「月猫座」のメンバーとその周辺の人たちが巻き起こすドタバタコメディー！」
という世界観を中心に、制作陣や役者陣のやりたい事、したい事をファンと共に積極的に行っていくプロジェクト。これまでに、キャラクターソング・ドラマCD・WEBラジオ・ラジオ公開録音・公開トークショー・ライブ・フラッシュアニメ・公開企画会議・ファンディスク・つきねこ式鬼ごっこ等を実施。

## キャラクター
「イメージカラー」については、ライヴ等でキャラの色のサイリュームを振ることが推奨されている。
まどか（イメージカラー/青）
声 - 今井麻美
月猫座の旗揚げメンバー。個性的な団員をまとめる頼れるお姉さんだが、あまりにもマイペースな性格から、メンバーから時にはげしく突っ込まれることもある。元アイドルで豊富な人生経験から特殊能力を多数持っており、その一部の技は他の劇団からも一目置かれている。年齢は不詳だが、実年齢以上に見られると少し暴走してしまう。髪の色や服の色などは青が多用されている。
ゆうき（イメージカラー/赤）
声 - 喜多村英梨
月猫座の旗揚げメンバー。グラビアアイドル活動と並行して月猫座で演劇活動をおこなっているが、グラビアアイドルとしては崖っぷち。性格はロックでパンクでハチャメチャ。武道などにも通じていて、相手の技を受け流すだけで、相手を無力化するほどの実力である。また、よく集合時間に遅刻するが、のぞみ以外は特に気にしていない。もはやお約束すぎて、さつきからは遅刻じゃないと言われている。
さつき（イメージカラー/ピンク）
声 - 阿久津加菜
高校に通いながら月猫座にて演劇活動を行っている期待の若手ホープ。制服のピンクのブレザーが特徴。次回月猫座本公演では主人公を演じるらしいが、詳しい事は語られていない。普段の行動、言動は天然ボケのように見えるが、実は計算された行動と一部では噂をされている。何気ない会話から問題を解決したり、逆に会話をかき回したりする事が多々ある。J太の妹属性を見抜き利用しているようにも見える。
のぞみ（イメージカラー/白）
声 - 五十嵐裕美
中学に通いながら月猫座にて演劇活動を行っている月猫座のマスコット的存在。演劇オタクのリアル中2病。制服は青と白のセーラー服。一番年下にもかかわらずしっかりとした性格で、先輩があまりしっかりしていないため色んな人に毒を吐いたり鋭く突っ込んだりする。実際は気が小さくてさみしがり屋なので、事件がおこるとかなりの確率で「あわあわ」している。下ネタに対して過度な反応をする。そのためJ太が苦手。
ガイネ（イメージカラー/緑）
声 - 越田直樹
ゆうきの面接を受け月猫座に所属。バーバラと同期。基本的にナルシストで自信家。将来の夢はハリウッドスターで、月猫座の主役を虎視眈々と狙っている。だが、実際は木の役など、どうでもいい役をやらされている。また、ジュリアの入団で男性枠のライバルが増え焦っている様子。
ナルシストぶりは月猫座のメンバーが引かせるほど気持ち悪い。自身の全てを演技と語り、偽りの世界に生きている。演技も全てが誇張され、見栄を張るため嘘が分かりやすい。そのため嘘を見抜く力のあるバーバラに突っ込まれることがお約束となっている。見抜かれた嘘に本名の鈴木二郎、過去の演技の経験が幼稚園のお遊戯会での若布役だけなどがある。根は小心者で憧れのゆうきには頭が上がらない。また、まどかにも「ただのMね」と本性をみやぶられている。
バーバラ（イメージカラー/黄）
声 - 桑門そら
ゆうきの面接を受け月猫座の所属。その際、ゆうきを催眠術（？）にかけ、無理やり入団した。しかし芝居に興味があるかどうかは不明。その他、年齢、目的、性別など多くが不明の少女。稽古にも参加しないことが多い。見た目は金髪ツインテールにゴスロリ服が特徴的だが、存在を消すことが出来るようで、あまり目立たない。その他にも不思議な能力があるようだ。自称宇宙人で惑星カヤバッチオから地球人に警告を促しにきたバーバランコという存在らしいが、ゆうきはこれを茅場町から求人を見て稽古しにやってきたババランコと解読した。本人は大体合っていると認めている。口癖は「テラエロス」
サトシ（イメージカラー/オレンジ）
声 - 市来光弘
街中でさつきとのぞみがナンパされているところを偶然見て、助けに入ろうとしたところ、先に助けに入ったゆうきの強さに魅かれ弟子入りを頼み月猫座に所属することになった。アクションスターを目指しているが、アクションがまるで出来ない。だが演技力自体はある。研究と称して日々『KOF』をするためにゲームセンターに通っている。見た目は華奢だが『KOF』に登場するテリー・ボガードにそっくりで自己紹介では「テリーと呼んでくれ」と発言している。つきねこ関連商品にSNKプレイモアと著作権表記が入ってるのはサトシのせい。好きな食べ物はラーメン。
しのぶ（イメージカラー/紫）
声 - 森谷里美
OLをしながら月猫座に所属する。なかなか役者として公演に参加出来ないので、制作としてつきねこ座に参加していることも多い。しのぶが交渉にいくとすんなり話がとおり、なおかつ値引きなどお得な事がおこる事が多い。劇団が借りている稽古場の管理人と仲が良い。
ジュリア（イメージカラー/パステルブルー）
声 - 山本綾
さつきとのぞみの芝居を見て入団を決意。男役がハマり入団を認められた。元キャバ嬢で、店一番の男前と称されていたが、お客と見に行った月猫座の芝居を見て、その日にキャバ嬢を辞めた。シャツにジーンズとラフな格好を好み、見た目は男前。だが、劇団一胸が大きい。
J太（イメージカラー/未定）
声 - 坂巻学
新進気鋭の作・演出家。ワークショップを開き、そこに来ていた月猫座の面々と親しくなった。主にさつき、のぞみと親しくなりたい様子。普段はおとなしい性格だが、演出をつける際に性格が豹変し、その状態から赤鬼のＪ太と異名がついた。「おにいちゃん」という単語に過剰に反応する。
ケン
声 - 宮田正宗

## スタッフ
- シナリオ：ヒラサワヒサヨシ
- イラストレーター：原カズヒロ

## リリース

### CD
- 『つきねこ』2009年12月1日（10月11日先行）
  1. JUMP! / まどか
  2. Crazy My Love /  ゆうき
  3. LOVE MUSIC / さつき
  4. ハートの予感 / のぞみ
  5. Refrain -call your dream-  / まどか ゆうき さつき のぞみ
  6. エピソード1 「水着のサイズが合わない！ってよくあるよね?」
- 『つきねこ2』 2010年3月17日（1月23日先行）
  1. LIGHT-G / ガイネ
  2. Monday Morning /  サトシ＆ガイネ
  3. スターライト / バーバラ
  4. FLY / しのぶ
  5. Sunny Rain / さつき のぞみ バーバラ しのぶ
  6. Final Love / eN
  7. エピソード4 「ガイネとバーバラ登場」
  8. エピソード5 「サトシ登場」
  9. エピソード6 「しのぶさん出番ですよ」
- 『つきねこ2.5』2010年7月2日（5月2日先行）
  1. ありのままに駆け抜けろ/ ジュリア
  2. エピソード7 「赤鬼のJ」
  3. エピソード8 「ジュリアの夢」

先行発売はいずれもマチアソビ。

### DVD
- 『つきねこ ファンディスクvol.1』 2010年2月24日（2009年12月30日先行）
  1. つきねこ フラッシュアニメエピソード2 「折り込みの舞」
  2. 眉山イベント前リハーサル風景
  3. つきねこラジオ特別編 ver.ブロードウェイ
  4. 眉山山頂秋フェスタ×マチアソビvol.1つきねこイベントダイジェスト
  5. 今井麻美＆喜多村英梨ビデオレター
  6. つきねこ紹介PV

### 関連CD
- eN 『Losing my way/ヒガイモウソウ。』2010年6月2日
  1. Losing my way
  2. ヒガイモウソウ。
  3. シンデレラストーリー
  4. Final love
- Water Rat Back『Burn Away』2010年7月30日
  1. Burn Away
  2. Water Rat Back
  3. FLY
  4. Water Rat Back(Live ver.)

## イベント
| 開催時期   | 内容                                                                                               | 会場                                                                           |
| ---------- | -------------------------------------------------------------------------------------------------- | ------------------------------------------------------------------------------ |
| 2009年10月 | ラジオ公録、ライブ、サイン会、徳島市内散策                                                         | 眉山山頂秋フェスタ×マチ★アソビvol.1（徳島県）                                  |
| 11月       | 『つきねこ』発売記念お渡し会、トークショー、ミニライブ、ラジオ公録                                 | ゲーマーズ神戸三宮店、アニメイト池袋本店、アニメイト秋葉原店（兵庫県、東京都） |
| 12月       | ラジオ公録、ミニライブ、サイン会                                                                   | コミックマーケット77（東京都）                                                 |
| 2010年1月  | ラジオ公録、ライブ、サイン会、トークショー、握手会、公開企画会議、格闘ゲーム大会、フリートークなど | マチ★アソビvol.2（徳島県）                                                     |
| 2月        | ライヴ、トークショー                                                                               | TRF(タイガーロックフェスティバル)vol.2（東京都）                               |
| 3月        | ラジオ公録、ミニライブ、トークショー、お手渡し会、のど自慢大会                                     | アニメイト小山店、萌え博（栃木県、千葉県）                                     |
| 4月        | ライヴ、トークショー                                                                               | TRF(タイガーロックフェスティバル)vol.3（愛知県）                               |
| 5月        | ラジオ公録、ライブ、サイン会、トークショー、握手会、鬼ごっこ、格闘ゲーム大会、フリートークなど     | マチ★アソビvol.3（徳島県）                                                     |
| 6月        | ライブ、トークショー                                                                               | TRF(タイガーロックフェスティバル)vol.4（東京都）                               |
| 7月        | ラジオ公録、ミニライブ、トークショー、お手渡し会                                                   | ガタケット（新潟県）                                                           |
| 8月        | ＤＮＥ部xアニメイト秋葉原店=～夏の公開録音祭り！～                                                 | アニメイト秋葉原店（東京都）                                                   |
| 9月        | ライブ、トークショー                                                                               | TRF(タイガーロックフェスティバル)vol.5（東京都）                               |
| 10月       | ラジオ公録、ライブ、サイン会、トークショーなど                                                     | マチ★アソビvol.4（徳島県）                                                     |

## インターネットラジオ
DNEメディアステーションにて配信中
つきねこラジオver.マチネ
2009年11月19日-2010年7月8日 全31回 毎週木曜日更新
市来光弘、阿久津加菜、山本綾
つきねこラジオver.ソワレ
2009年11月21日-2010年7月10日 全31回 毎週土曜日更新
五十嵐裕美、越田直樹、桑門そら
つきねこラジオver.マチネ2
2010年7月24日- 隔週水曜日更新
阿久津加菜、桑門そら、坂巻学
つきねこラジオver.ソワレ2
2010年7月24日- 隔週水曜日更新
越田直樹、森谷里美、山本綾
つきねこラジオver.インプロ
2010年7月25日- 隔週木曜日更新
市来光弘、五十嵐裕美